# Leo von Spaur

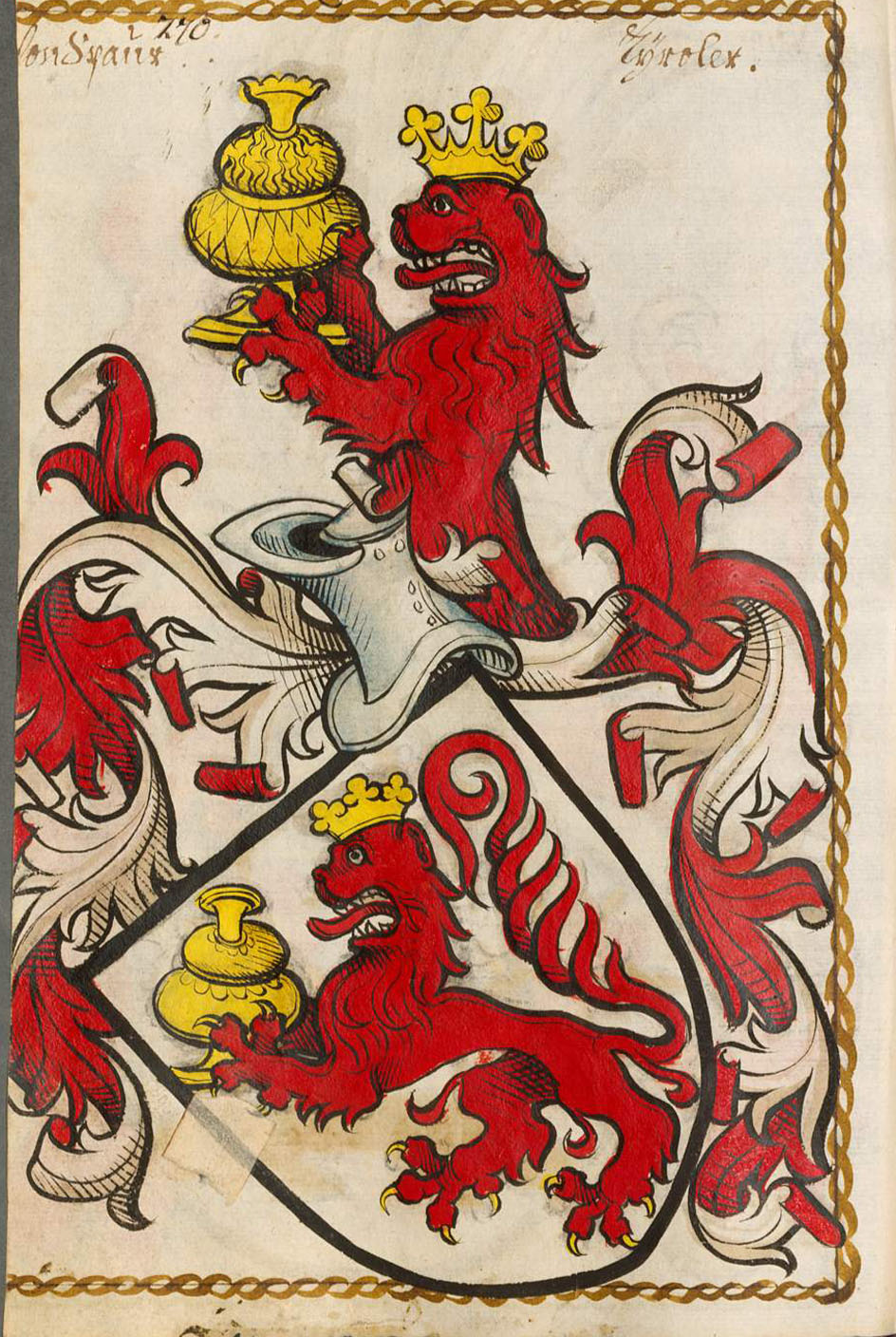
Stemma Spaur

Leo von Spaur (Leone di Sporo in italiano) (1440 – Vienna, 6 marzo 1479) è stato un vescovo cattolico della nobiltà trentino-tirolese.

## Biografia
Intrapresi gli studi ecclesiastici e conseguita l'ordinazione sacerdotale, dopo alcuni anni Leo von Spaur venne proposto da Federico III d'Asburgo nel 1464 alla carica di vescovo di Bressanone, dove però venne eletto Georg Golser. A partire dal 1466 divenne ministro del culto a Perchtoldsdorf.
Il 20 agosto 1471 l'Imperatore lo nominò primo vescovo di Vienna di comune accordo con il pontefice, anche se altre diocesi avevano protestato per l'erezione della nuova sede. Questo fu l'atto che finalmente consacrò l'importanza della città anche come capitale dell'Impero.
Per la povertà della nuova diocesi, però, Spaur si rifiutò di prendere l'incarico seriamente in considerazione, non esercitandovi di fatto l'attività di vescovo, ma solo quella di amministratore apostolico.